# Battaglia di Ševardino
La battaglia di Ševardino fu combattuta il 5 settembre 1812 durante la campagna di Russia, due giorni prima della grande battaglia di Borodino, tra una parte della Grande Armata francese di Napoleone e le truppe dell'esercito russo poste a difesa di una importante posizione fortificata ("ridotto di Ševardino") organizzata dal comando russo sul fianco sinistro del suo schieramento difensivo.
Dopo combattimenti violenti e sanguinosi e ripetuti assalti, la guarnigione russa venne interamente distrutta e la posizione conquistata dalle truppe francesi. I soldati russi si batterono coraggiosamente fino all'ultimo e non si arresero nonostante la superiorità numerica nemica. Con la conquista del ridotto di Ševardino Napoleone raggiunse buone posizioni a sud del fiume Koloča, sorprendendo in parte i generali russi, da cui poté il 7 settembre sferrare l'assalto generale all'esercito russo a Borodino.

## Vigilia di battaglia
Il 29 agosto 1812 il maresciallo Michail Kutuzov aveva raggiunto l'esercito russo e aveva assunto il comando supremo secondo le direttive ricevute il 20 agosto dallo zar Alessandro; il nuovo comandante, esperto e abile, non era molto apprezzato dallo zar che lo riteneva debole e stanco, ma godeva di vasta popolarità tra le truppe e tra la popolazione che si attendevano finalmente l'interruzione della ritirata dell'esercito e la sconfitta della Grande Armata di Napoleone che dal 24 giugno aveva invaso il territorio dell'Impero.
In realtà il maresciallo Kutuzov condivideva la prudenza del suo predecessore, generale Michael Barclay de Tolly e avrebbe probabilmente preferito continuare la ritirata attendendo un ulteriore logoramento dell'armata francese; egli tuttavia, sottoposto a forti pressioni da parte dei suoi generali e dello zar e consapevole della volontà combattiva delle sue truppe, aveva deciso di combattere una grande battaglia per proteggere l'antica capitale Mosca, organizzando una forte posizione difensiva su cui arrestare l'invasore. Mentre la retroguardia del generale Konovnicyn continuava le sue abile manovre di contenimento e rallentamento dell'avanzata francese, i generali russi erano impegnati a individuare e rafforzare una posizione tattica su cui affrontare la battaglia.
Gli ufficiali di stato maggiore proposero di organizzare lo schieramento dell'esercito russo nel territorio del villaggio di Borodino, a 124 chilometri da Mosca; essi ritenevano questa posizione particolarmente vantaggiosa; il villaggio sbarrava la strada nuova di Smolensk, la strada maestra che conduceva a Mosca, mentre a nord scorreva il fiume Koloča che poco dopo confluiva nella Moscova. In questo modo il fianco destro di un eventuale schieramento a cavallo della strada maestra sarebbe stato inattaccabile per la presenza dei fiumi e di una serie di alture presenti sulla sponda meridionale della Koloča. A sud del fiume il terreno era invece pianeggiante e relativamente scoperto e quindi vulnerabile ad un attacco; erano presenti tuttavia alcune colline che potevano essere fortificate e aree boscose che avrebbero intralciato l'avanzata dei francesi. Il maresciallo Kutuzov decise di combattere su questo terreno la grande battaglia in difesa di Mosca.

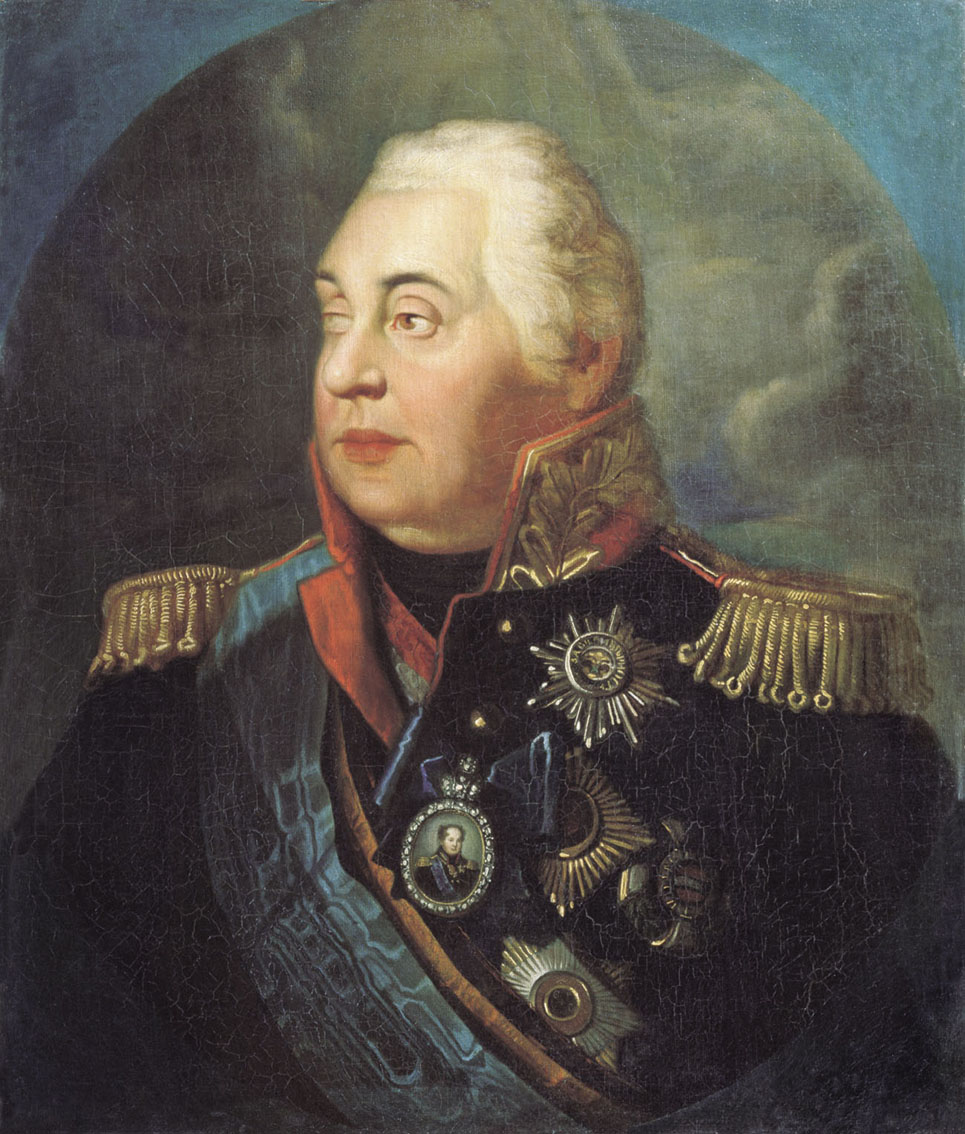
Il generale Michail Kutuzov, comandante in capo dell'esercito russo a Borodino.

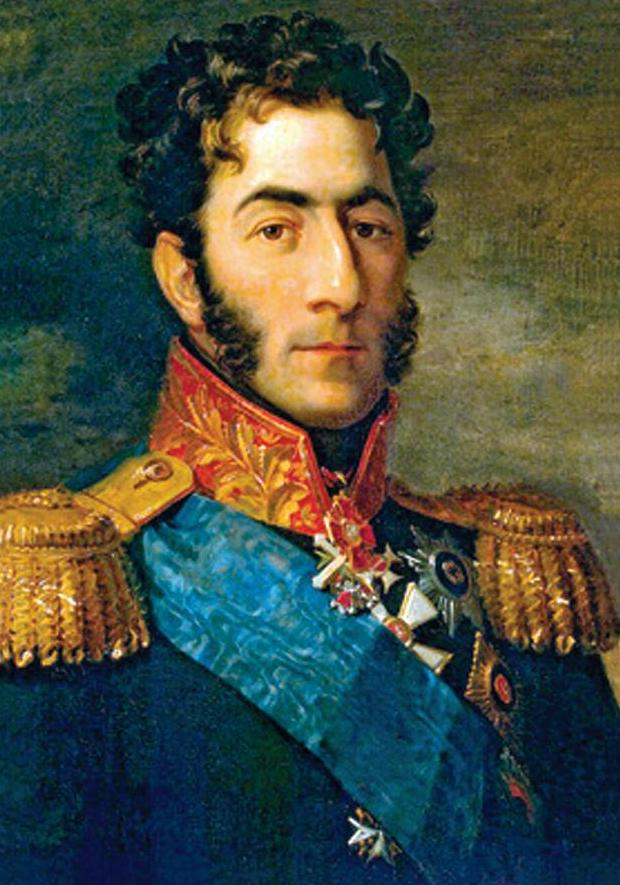
Il generale Pëtr Bagration.

Apparentemente i generali russi ritennero che i francesi sarebbero giunti lungo la strada maestra; quindi si preoccuparono di rinforzare soprattutto le posizioni dell'ala destra dove i genieri costruirono le fortificazioni più solide a nord del villaggio di Gorki; il maresciallo Kutuzov aveva posto il suo quartier generale in questo settore. Sembra che il generale Pëtr Bagration, comandante dell'armata schierata a sud del fiume Koloča, si avvide, dove aver ispezionato meglio il terreno, della debolezza delle posizioni dell'ala meridionale e mise in evidenza che la strada vecchia di Smolensk, che correva alcuni chilometri più a sud, avrebbe potuto essere sfruttata dall'attaccante per aggirare tutto lo schieramento russo intorno a Borodino. A questo punto i generali russi decisero di organizzare in fretta un secondo sistema di fortificazioni che, costruito con mezzi insufficienti e tecniche errate, si sarebbe rivelato debole e vulnerabile. A sud di Borodino venne costruita la "Grande Ridotta", mentre sul fianco sinistro furono organizzate le cosiddette "frecce di Bagration". Infine più a ovest, separato dal resto dello schieramento russo, venne costruito su una collina il ridotto di Ševardino con il compito di ostacolare e rallentare l'avanzata nemica e guardagnare tempo per rinforzare il fronte principale. Questa importante fortificazione era stata costruita su proposta del generale Karl von Toll anche come postazione di osservazione da cui controllare l'avanzata francese ma era posizionata molto più avanti del resto dello schieramento

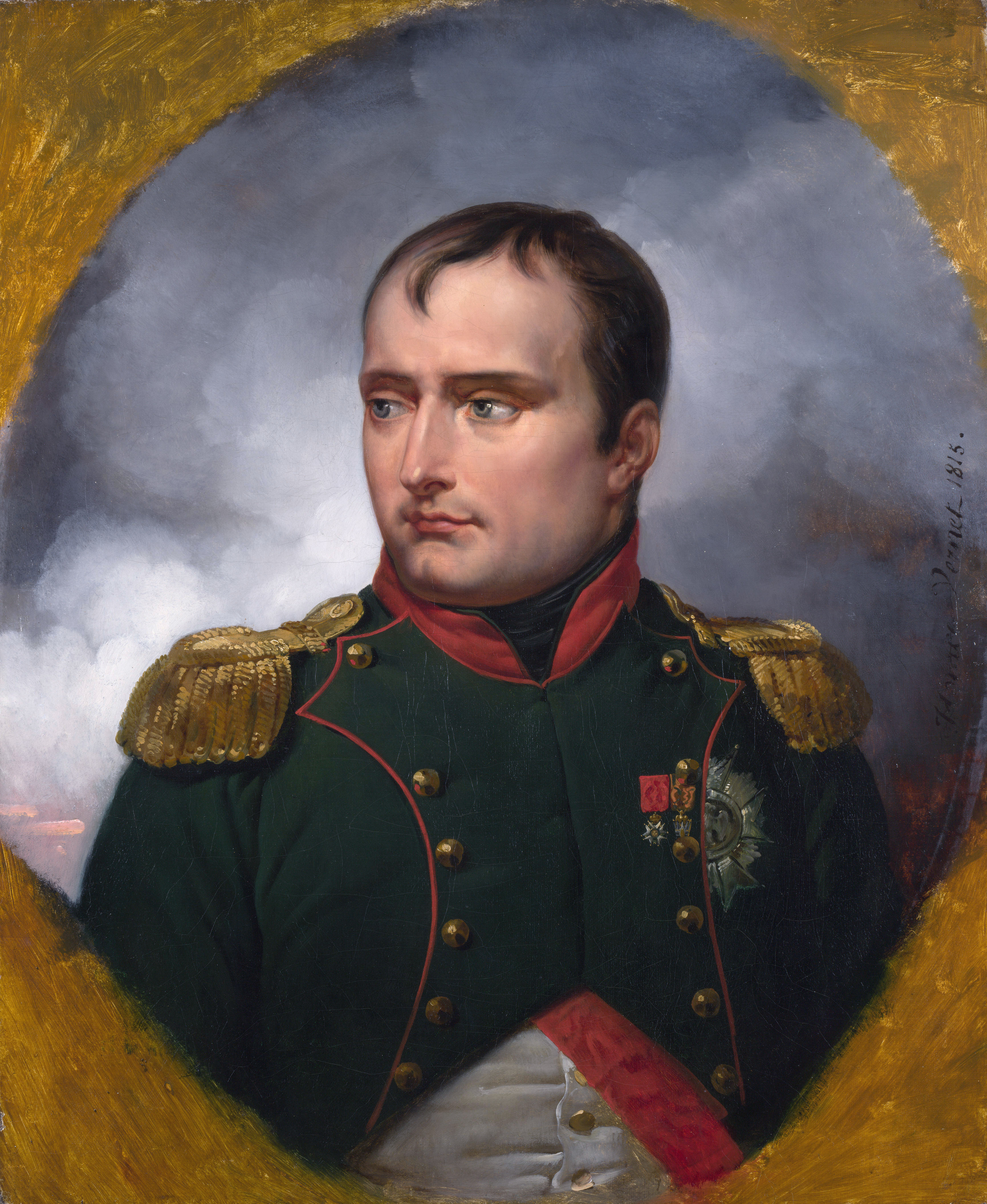
L'imperatore Napoleone nel periodo della campagna di Russia.

In realtà non è escluso che la linea di schieramento prevista inizialmente dal maresciallo Kutuzov e dai suoi generali si estendesse sul fianco destro lungo la Koloča, proseguisse a Borodino e terminasse, con andamento nordest-sudovest, proprio alla ridotta di Ševardino che quindi, come affermò anche Lev Tolstoj in "Guerra e pace", avrebbe rappresentato in origine il fianco sinistro del fronte russo. Ipotizzando che Napoleone avrebbe sferrato l'attacco principale lungo la strada maestra di Mosca, i comandanti russi avrebbero sottovalutato la debolezza dell'ala meridionale a sud della strada principale. Solo all'ultimo momento avrebbero compreso che la massa delle forze francesi era a sud del fiume e minacciava di sbaragliare il fianco sinistro esteso da Borodino a Ševardino e quindi si affrettarono a costruire le altre fortificazioni più arretrate. Inoltre i generali russi sarebbero stati sorpresi dalla rapidità dell'avanzata francese a sud della Koloča e dall'immediato attacco ordinato da Napoleone contro il ridotto di Ševardino che quindi, isolato sul fianco sinistro e difeso da forze insufficienti era destinato a soccombere.
Dopo due giorni di sosta a Gžansk la Grande Armata riprese l'avanzata il 4 settembre; Joachim Murat guidava l'avanguardia composta dalla cavalleria e da una parte del I corpo d'armata del maresciallo Louis-Nicolas Davout; dietro al centro seguivano il III corpo del maresciallo Michel Ney e la Guardia imperiale con Napoleone; sul fianco sinistro marciava il IV corpo del principe Eugenio Beauharnais, sul fianco destro erano i polacchi del V corpo del principe Józef Antoni Poniatowski. Napoleone era fiducioso di poter finalmente combattere la grande battaglia decisiva contro l'esercito russo e le notizie fornite da informatori e prigionieri sembravano confermare la decisione di battersi presa dal nuovo comandante avversario. Murat, temerario e impaziente come sempre, dovette inizialmente respingere gruppi di cosacchi, quindi si trovò di fronte un primo sbarramento nemico lungo la strada maestra, nel vallone di Griedneva, difeso dalla retroguardia russa del generale Petr Konovnicyn.
Nella fase iniziale dei combattimenti i russi riuscirono a contenere l'avanguardia di Murat ma ben presto la situazione delle truppe del generale Konovcnicyn divenne difficile; lo schieramento francese si stava continuamente rafforzando con l'arrivo degli altri corpi d'armata e sulla destra dei russi entrarono in azione i reparti del IV corpo del principe Eugenio. Nonostante la coraggiosa resistenza dei cosacchi del generale Matvei Platov contro i cacciatori italiani, divenne impossibile resistere e il generale Knovnicyn abbandonò la posizione di Griedneva e ripiegò verso il convento di Koločkoj.
Il primo mattino del 5 settembre la Grande Armata riprese gli attacchi dopo aver inseguito la retroguardia russa; aggirati sui fianchi i russi dovettero abbandonare sia Koločkoj sia Golovino; i francesi avanzarono ancora, progredendo a nord e a sud del fiume Koloča, e sbucarono su un territorio pianeggiante punteggiato di boschi, devastato dalla distruzione dei villaggi e delle coltivazioni. Dietro la copertura dei cosacchi e di reparti di cacciatori nemici, la cavalleria francese individuò tre villaggi, separati da un terreno irregolare con valloni e vegetazione. Si trattava nel terreno intorno a Borodino scelto dal maresciallo Kutuzov per la grande battaglia.

## La battaglia del 5 settembre
Napoleone raggiunse la alture sovrastanti la pianura nel primo pomeriggio del 5 settembre e poté valutare la conformazione del terreno e la probabile disposizione del nemico; egli ritenne difficilmente attaccabile il lato destro del fronte russo a causa della presenza della Koloča e della Moscova, ma, nonostante la mancanza di carte precise della zona, l'imperatore intuì la debolezza delle posizioni nemiche sul lato sinistro, privo di ostacoli naturali. La resistenza delle retroguardie russe in quel settore e la presenza della importante ridotta di Ševardino convinsero Napoleone che la zona a sud della strada maestra fosse il punto più vulnerabile dello schieramento russo e che fosse importante, trasferendo la massa delle forze a sud della Koloča e trasportando il campo di battaglia sull'ala sinistra russa, attaccare subito, senza attendere l'arrivo di tutta l'armata, per conquistare la ridotta che intralciava l'avanzata e minacciava il fianco delle truppe francesi in marcia lungo la strada principale. In questo modo la Grande Armata avrebbe conquistato buone posizioni di partenza per l'attacco generale.

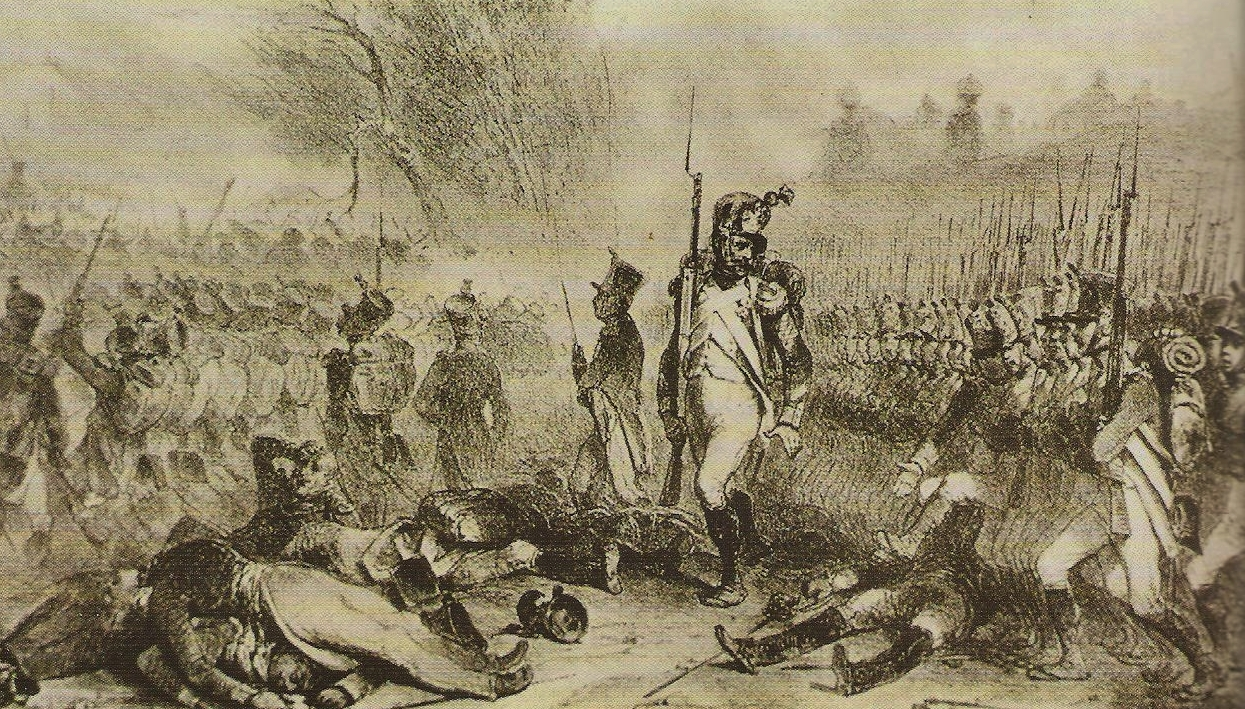
Fanteria di linea francese all'assalto.

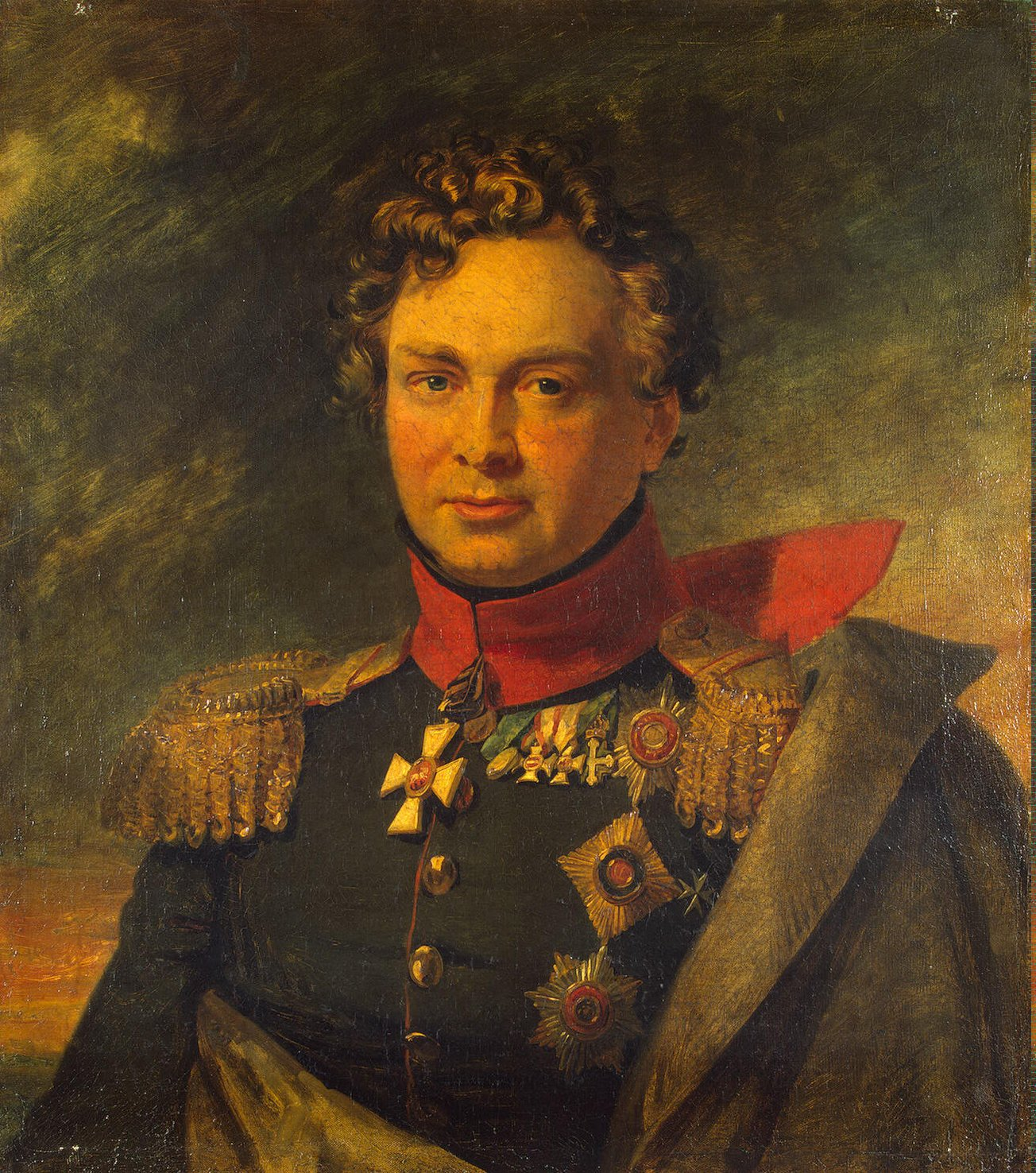
Il generale Andrej Ivanovič Gorčakov.

Le difese del solido ridotto di Ševardino dipendevano dal comando del generale Andrej Ivanovič Gorčakov che coordinava le operazioni del 7º e dell'8º corpo d'armata russi posizionati a sud della strada maestra; all'interno delle fortificazioni erano presenti due reggimenti di cacciatori e dodici cannoni mentre dietro la ridotta era schierato il resto della 27ª divisione fanteria del generale Dmitrij Neverovskij, rinforzato da un altro reggimento di cacciatori e da importanti forze di cavalleria con una divisione di corazzieri e quattro reggimenti di dragoni. I generali russi decisero di combattere ostinatamente per difendere il ridotto e durante la battaglia inviarono altre truppe per rinforzare la guarnigione; secondo Tolstoj, essi, sorpresi dall'attacco francese che fu sferrato nel pomeriggio del 5 settembre, cercarono di difendere Ševardino con lo scopo di combattere il giorno dopo la grande battaglia campale, attaccando con le forze dell'ala destra, e solo al termine della giornata rinunciarono a continuare il combattimento e decisero di ripiegare abbandonando la fortificazione.
La Grande Armata, quindi nel pomeriggio, secondo gli ordini di Napoleone, avanzò in massa verso Borodino divisa in tre gruppi; al centro, dopo aver attraversato la Koloča, Murat con la cavalleria e la divisione del generale Jean Dominique Compans, seguiti dalle altre divisioni del I corpo e dal III corpo, a sinistra, a nord del fiume, il IV corpo del principe Eugenio, a destra il V corpo del principe Poniatowski. I cacciatori e le retroguardie russe venne respinte indietro, i villaggi e i boschi vennero occupati e ben presto i francesi arrivarono in vista della ridotta di Ševardino. Napoleone assegnò alla divisione del generale Compans il compito di assaltare direttamente la fortificazione, mentre a nord del ridotto altre due divisioni del I corpo del maresciallo Davout, quella del generale Charles Antoine Morand e quella del generale Louis Friant, avrebbero attaccato il villaggio di Ševardino; due corpi di cavalleria di riserva avrebbero supportato le truppe di fanteria, mentre i polacchi del principe Poniatowski avrebbero marciato a sud della fortificazione.

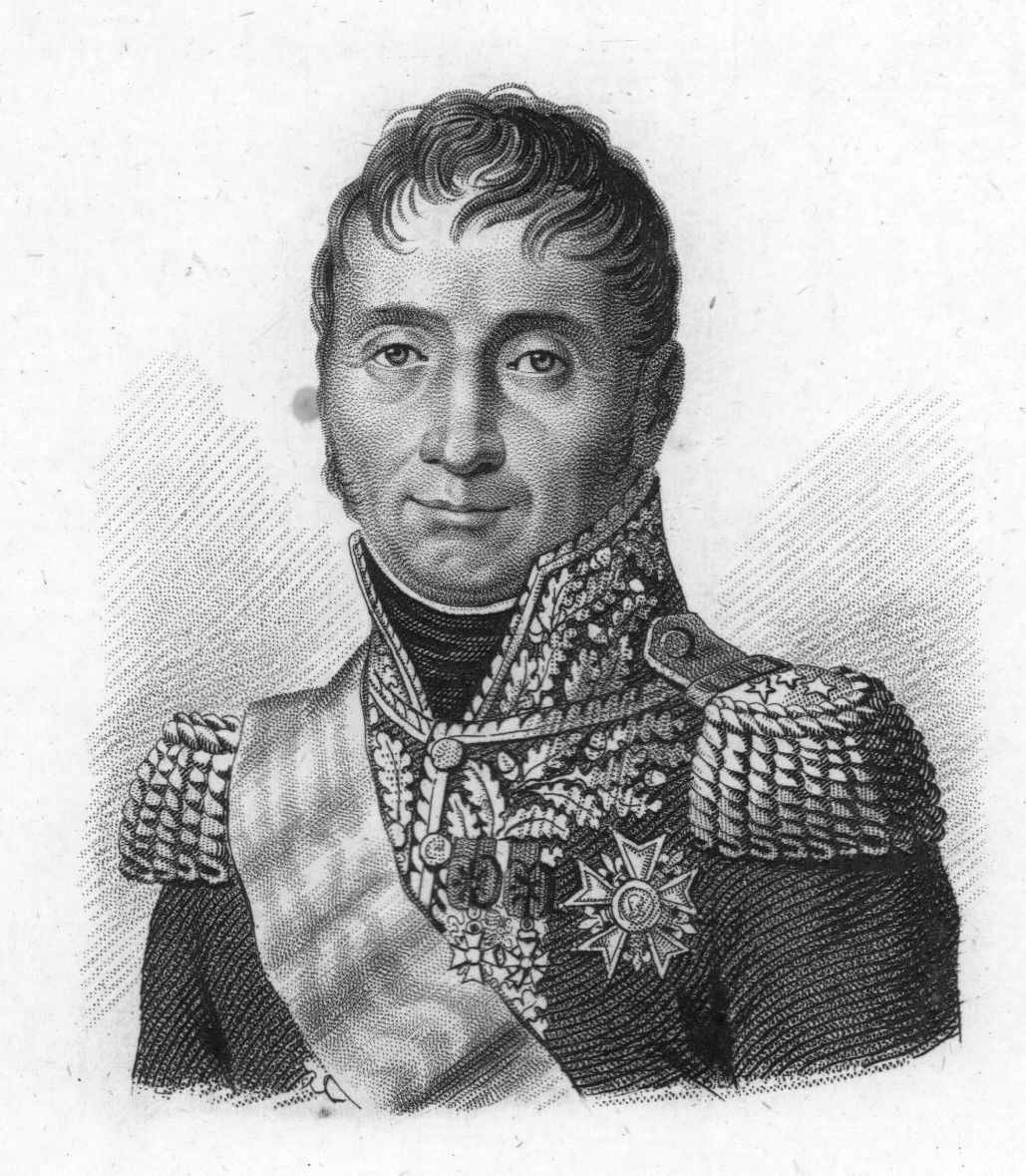
Il generale Jean Dominique Compans guidò con la sua divisione l'attacco alla ridotta di Ševardino.

Il generale Compans portò avanti la sua artiglieria che, posizionata sulle elevazioni del terreno a ovest della ridotta, colpì duramente la fortificazione nemica; nel frattempo la fanteria eseguiva la marcia di avvicinamento mascherata dalle alture e si portò in posizione di attacco schierata in colonne di battaglione. Una linea di fanteria leggera bersagliò con un fuoco continuo gli artiglieri russi della ridotta, quindi il generale Compans fece muovere il 57º reggimento di linea e il 61º reggimento di linea che attaccarono la ridotta, mentre il generale Dupelein con il 25º reggimento avanzava sulla sinistra verso il villaggio e il 111º reggimento si portava ancora più a sinistra per aggirare il fianco destro dei russi. Il 61º reggimento raggiunse e conquistò la fortificazione con un assalto alla baionetta nonostante l'intervento della cavalleria russa ed una forte resistenza dei difensori. Ma la battaglia non era finita; si prolungarono combattimenti confusi con attacchi e contrattacchi, mentre il generale Bagration fece affluire truppe di riserva per riconquistare la ridotta di Ševardino.
I contrattacchi furono sferrati dai reparti della 2ª divisione granatieri comandata dal principe Karl von Mecklenburg, provenienti dall'8º corpo d'armata, e per due volte le posizioni nella ridotta furono riconquistate dai russi; il 61º reggimento, dopo aver inizialmente ripiegato, tornò all'assalto e al terzo tentativo riuscì ad occupare definitivamente la fortificazione. Il reggimento aveva subito perdite elevatissime durante gli scontri, mentre la guarnigione russa fu sterminata all'interno delle fortificazioni, i soldati si difesero fino all'ultimo e non furono catturati prigionieri. Il generale Gaspard Gourgaud fornisce una versione diversa dei combattimenti: la battaglia sarebbe stata risolta da una efficace manovra del generale Compans che marciò con un battaglione del 57º reggimento di linea e quattro cannoni sul fianco sinistro dei russi, raggiungendo una posizione che permise di decimare la fanteria russa con il fuoco a mitraglia dei cannoni a cui seguì un attacco alla baionetta che costrinse il nemico a ritirarsi abbandonando la ridotta. Il battaglione avrebbe perso nello scontro oltre duecento morti e feriti.
I combattimenti continuarono anche dopo la caduta della ridotta; la cavalleria russa entrò in campo con i corazzieri dei reggimenti Piccola Russia e Gluchov e caricò fino alle posizioni d'artiglieria della divisione del generale Compans; reparti di cacciatori e la fanteria di tre divisioni russe erano ancora in azione nei boschi e difendevano il villaggio di Ševardino.
Mentre si combatteva nel ridotto, il villaggio di Ševardino venne attaccato dalla divisione del generale Morand e dalla divisione del generale Friant; dopo altri accaniti combattimenti i francesi del generale Morand occuparono il villaggio, le cariche della cavalleria russa furono respinte e negli scontri si distinse anche un reggimento spagnolo inquadrato nella divisione del generale Friant; la cavalleria di Murat intervenne nella pianura e contribuì a ricacciare il nemico. A sud, nei boschi di Elnja, anche i polacchi del principe Poniatowski avanzarono, rastrellarono tutto il territorio e aggirarono il fianco sinistro dei russi; al cadere della notte il generale Kutuzov autorizzò il generale Bagration a ripiegare con le forze superstiti verso la nuova posizione principale dell'esercito organizzata in fretta più indietro. La riodotta di Ševardino, piena di cadaveri e di resti dei combattimenti, passò in mano francese. La Grande Armata stava ora affluendo completamente sul campo e prima della notte i vari corpi raggiunsero le posizioni assegnate da Napoleone; scontri a fuoco continuarono ancora per alcune ore, prima che le tenebre interrompessero le operazioni.

## Bilancio e conseguenze
Napoleone pose il suo quartier generale per la notte dietro il IV corpo del principe Eugenio sulla sinistra della strada maestra di Smolensk, circondato dai quadrati della Vecchia Guardia; le truppe si accamparono sulle posizioni raggiunte e accesero i fuochi; a causa della carenza di legna e dell'arrivo affrettato, i francesi si sistemarono precariamente e con un certo disordine, mentre i fuochi russi, estesi a semicerchio, permettevano di identificare il loro vasto schieramento.

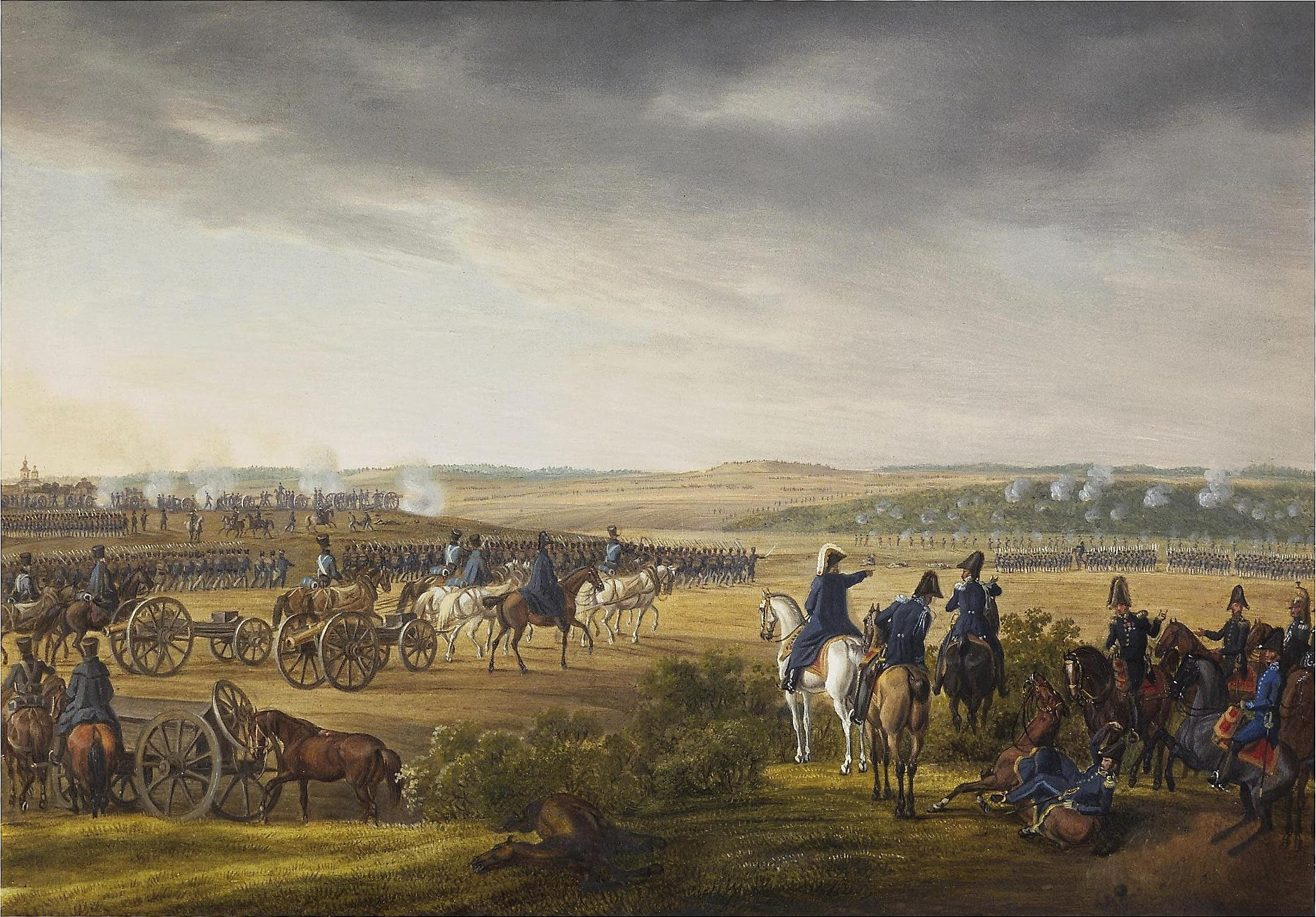
L'esercito francese si schiera per la battaglia di Borodino.

Gli scontri del 5 settembre nell'area della ridotta di Ševardino erano stati molto aspri ed entrambe le parti subirono forti perdite; secondo le fonti, per russi tra i 6 000 e 8 000 uomini morti e feriti e per i francesi tra i 2 000 e 4 000 soldati. Napoleone apprese nella notte dal generale Armand Caulaincourt che i russi si erano battuti fino all'ultimo e che non erano stati catturati prigionieri; la notizia lo turbò, chiese dettagli e si informò sulla condotta delle truppe della Grande Armata. Il giorno dopo si recò alla ridotta che trovò piena di cadaveri e inutilizzabile come posto di comando; gli ufficiali del 61º reggimento lamentarono con l'imperatore le loro fortissime perdite. La fanatica resistenza dei russi venne attribuita dai suoi collaboratori alla loro primitività e all'abitudine a combattere crudeli guerre all'ultimo sangue contro i turchi. L'imperatore meditò a lungo sulle prospettive della battaglia e decise di far avanzare tutta la sua artiglieria per potenziare al massimo il volume di fuoco. Durante la notte del 6 settembre dormì poco, temeva anche, come Murat e altri generali, che i russi potessero ritirarsi con il favore delle tenebre e privarlo della grande battaglia decisiva a lungo ricercata.
Nonostante il valore dimostrato dalle truppe e l'ostinata resistenza della ridotta, la battaglia di Ševardino costituì in grave insuccesso tattico per il comando russo; la Grande Armata era ora libera di schierare la massa delle sue forze a sud della strada maestra e Napoleone aveva raggiunto buone posizioni di partenza per sferrare l'attacco generale. Soprattutto la prematura caduta della ridotta il 5 settembre costrinse il generale Kutuzov e i suoi generali a modificare in fretta i loro piani, ritirando indietro l'ala sinistra e affrettando il 6 settembre la costruzione delle fortificazioni che il giorno della battaglia di Borodino non erano ancora completate. Secondo Lev Tolstoj, la caduta di Ševardino e l'immediato attacco francese il pomeriggio del 5 settembre a sud della strada maestra, spostarono completamente il campo di battaglia che i generali russi avevano previsto lungo le colline a sud della Koloča con capisaldi a nord di Gorki e a Ševardino. Di conseguenza l'esercito russo dovette combattere il 7 settembre una difficile battaglia nella piana a sud del fiume con fortificazioni incomplete e con forze insufficienti, dato che il generale Kutuzov aveva ammassato l'intera armata del generale Barclay sull'ala destra che non venne attaccata dai francesi. Secondo Tolstoj i russi difesero ostinatamente la ridotta con forze crescenti, sacrificando inutilmente numerosi reparti, e non si limitarono a sorvegliare e rallentare l'avanzata francese con l'impiego di reparti di cavalleria leggera, proprio perché la ridotta di Ševardino costituiva una posizione fondamentale nello schieramento previsto in origine dal generale Kutuzov.
In definitiva fu soprattutto la capacità di resistenza e il coraggio dei soldati russi che permise di evitare una disfatta definitiva nella sanguinosa battaglia di Borodino nonostante gli errori del comando russo e nonostante la grave situazione tattica verificatesi dopo la caduta del ridotto di Ševardino.